# Raymond Loewy
Raymond Loewy (Parigi, 5 novembre 1893 – Monte Carlo, 14 luglio 1986) è stato un designer statunitense di origini francesi, attivo soprattutto negli Stati Uniti, dove è stato fra i primi ad aver sfruttato il potenziale del design industriale da un punto di vista economico destinandolo ad un pubblico di massa.

## Biografia
Nato a Parigi, cominciò presto a lavorare nel campo della progettazione, creando un aeromodello che vinse la James Gordon Bennett Cup nel 1908; il modello entrò poi in commercio col nome di Ayrel. Loewy servì nell'esercito francese nella prima guerra mondiale, per poi trasferirsi in USA alla conclusione del conflitto nel 1919.
Prese alloggio a New York, lavorando come vetrinista per alcuni grandi magazzini tra cui il famoso Macy's. Intanto, portò avanti collaborazioni con giornali e riviste, realizzando illustrazioni per Vogue e Harper's Bazaar.  Nel 1929, ottenne la prima vera commissione di un lavoro di disegno industriale: modernizzare un ciclostile della Gestetner.  In seguito lavorò anche per la Westinghouse, disegnò la carrozzeria per un modello Hupmobile e il frigorifero Coldspot della Sears-Roebuck.  Visto il successo, aprì uno studio anche a Londra a metà degli anni trenta.
Loewy ottenne la Cittadinanza statunitense nel 1938 dopo il matrimonio con Jean Thomson nel 1931. La coppia si separò nel 1945 e Raymond si risposò nel 1948 con Viola Erickson.

## Il rapporto con il mercato
La curva è sempre stata una caratteristica peculiare del design di Raymond Loewy. Quell’elemento che rende un prodotto più aerodinamico, alla base del suo concetto di streamline. Tuttavia la curva a lui più cara non è visibile nei suoi prodotti, ma ‘nei grafici della crescita delle vendite’.
Loewy, infatti, è il designer che più si immedesima nella filosofia di mercato del suo paese d’accoglienza: gli Stati Uniti d’America. Questo geniale disegnatore è infatti anche un ottimo imprenditore, i suoi uffici di progettazione comprendono un’unità di ricerca di mercato, attività fondamentale per il compimento della sua opera. Nonostante i numerosi rallentamenti che lo colpiscono durante la sua carriera, esemplare quello della crisi di Wall Street nel 1929, Loewy continua ad investire. Fin quando, anni più tardi, la sua strategia si rivelerà vincente.

### L’impatto con il mercato statunitense
Appena arrivato in America rimane colpito da quella realtà in cui la riduzione dei costi sta a cuore agli industriali molto di più dell’aspetto estetico. La piacevolezza visiva viene meno nel momento della vendita, l’unico obiettivo è la distribuzione su larga scala, nel modo più veloce ed efficace possibile. Inizialmente tutto gli sembra sgradevole, ma in poco tempo riesce ad arrivare ad una mediazione tra la sua idea di design e il mercato americano, chiave di lettura della sua fiorente carriera. Quella europea, da cui proviene, è  una realtà diversa, dove il razionalismo mira ai concetti di semplicità e funzionalità, senza però riuscire a diffonderli in un mercato di massa. Loewy fa propri questi concetti, e sviluppa l’idea secondo la quale la finalità del design è quella di far vendere. Da qui il designer concettualizza il suo celebre metodo M.A.Y.A. (most advanced yet acceptable).

## Il lavoro in ambito grafico

### Il packaging di Lucky Strike
Il progetto che meglio riassume l’idea generale di Loewy è il restyling del pacchetto di sigarette ‘Lucky Strike’, nel 1942. Questo suo lavoro ha in sé tutte le caratteristiche della sua innovazione, a partire dalla semplificazione del prodotto per ridurre i costi. Loewy agisce rimuovendo il precedente fondo verde, che rimandava alla mimetica militare e molto costoso da stampare, sostituendolo con il fondo bianco, più gradevole alla vista, che con il bersaglio rosso costituisce l’iconico logo. Questo intervento non solo riduce notevolmente i costi di produzione, ma suscita maggior attenzione da parte del pubblico femminile, aumentando ulteriormente le vendite.
Inoltre Loewy si focalizza sulla visibilità del prodotto applicando il logo su entrambi i lati del pacchetto. Appoggiandolo su un tavolo, il logo avrebbe avuto la possibilità di essere visto venticinque miliardi di volte in più senza spese pubblicitarie aggiuntive. Questa aggiunta dimostra la sua abilità di ottimizzare i prodotti anche con il più piccolo dei suoi interventi.

### Una personalità iconica
Vari brand con cui ha lavorato Loewy sono diffusi e molto popolari, se è facile ricevere degli input visivi che ci riconducono ad essi, è anche merito delle sue collaborazioni con le società, e della sua ricerca nella creazione, attorno ad esse, di un'identità visiva estremamente forte. Tutti i progetti a cui lavora diventano una garanzia di qualità e vendibilità. La sua fama lo porta a fare di sé stesso un’icona, tanto che compare nella pubblicità della Olin cellophan, raffigurante lo stesso Loewy in primo piano con in mano il prodotto pubblicizzato, accompagnato dal payoff “La scelta del packaging può cambiare l’andamento del business”.

### Restyling di Shell, Loewy e il mercato europeo
Divenuto ormai un punto di riferimento per professionalità ed efficienza negli Stati Uniti, Loewy apre uno studio grafico a Parigi, ed espande la sua committenza anche in Europa. Viene contattato dalla società Shell, colosso del petrolio olandese, la quale necessitava un restyling dell’identità visiva. Il marchio riconduce alle origini dell'azienda olandese, quando il fondatore M. Samuel non era ancora entrato nel mercato dei carburanti, ma commerciava conchiglie a collezionisti europei.  La semplice conchiglia rossa e arancione su fondo giallo è identificativa al punto da sembrare essere sempre esistita, e dato il suo incredibile successo non ebbe più bisogno di essere accompagnata dal logotipo Shell. Questo accade per tutte le aziende così influenti da aver reso il proprio logo un elemento Pop riconoscibile a prima vista da chiunque, quasi.
In conclusione Loewy, oltre ad aver disegnato numerosissimi prodotti industriali divenuti iconici, con il suo intervento grafico e comunicativo è stato capace di rinnovare l’identità visiva dei brand per cui ha lavorato, inserendosi e inserendoli perfettamente nel contesto del mercato mondiale.

## Il lavoro in ambito ferroviario
Nel 1937, Loewy venne contattato dalla Pennsylvania Railroad, per lavorare all'ammodernamento di alcune locomotive in ottica streamline. Loewy disegnò le coperture aerodinamiche per la K4 Pacific n.3768, e nel 1938 lavorò sulle nuove carrozze per realizzare il treno di lusso Broadway Limited.
In seguito gli fu affidato il design della locomotiva sperimentale S1 e della classe T1. In seguito, su richiesta della PRR, fece il restyling delle locomotive diesel Baldwin dotandole di un muso a squalo che ricordava le T1.
Loewy non progettò l'estetica della famosa Locomotiva PRR GG1, ma contribuì alla sua realizzazione consigliando l'uso di lamiere termosaldate invece delle tradizionali placche rivettate. Inoltre, propose la sostituzione degli spigoli con tratti più curvilinei, da dipingere a strisce per esaltarne la morbidezza.
Oltre a questi progetti puramente stilistici, lavorò alla progettazione di interni, stazioni, dépliant e altri prodotti per la Pennsylvania Railroad.

## Il lavoro in ambito automobilistico

Loewy posa accanto alla sua Lancia Flaminia "Loraymo" (1960), meccanicamente elaborata dallo specialista torinese Enrico Nardi e realizzata in alluminio dal carrozziere Rocco Motto

La Loewy & Associates venne chiamata a lavorare per la Studebaker di South Bend, Indiana, negli anni '30. I suoi prodotti cominciarono a essere commercializzati solo alla fine degli anni '30, con l'attenuazione degli effetti della "Grande depressione". Per la Studebaker Loewy progettò anche il logo, pulito e semplice, molto innovativo.
La Seconda guerra mondiale e le nuove leggi emanate dal governo resero difficile per le case automobilistiche l'uso dei propri uffici tecnici, ma poiché lo studio di Loewy era a tutti gli effetti un collaboratore esterno, non venne ostacolato da queste restrizioni. 
Questo permise alla Studebaker di lanciare sul mercato le prime auto civili del dopoguerra, ben due anni prima di General Motors, Chrysler e Ford. Lo studio di Loewy sviluppò soluzioni avanzate, aerodinamiche e esteticamente sobrie. Progettò la carrozzeria di tipo Studebaker Starlight, con il caratteristico lunotto posteriore avvolgente a 180°.
Oltre al caratteristico muso a proiettile delle Studebaker degli anni 1950 e 1951, lo studio creò la linea 1953 con le coupé Starliner e Starlight, tra le meglio progettate e più belle auto degli anni '50 secondo numerosi giornali specializzati (Collectible Automobile, Car and Driver e Motor Trend). Inoltre, modernizzò ulteriormente il logo.
Il suo lavoro successivo per la Studebaker fu la trasformazione di Starlight e Starliner nella serie Studebaker Hawk per il 1956.
In seguito venne richiamato dal presidente della Studebaker, Sherwood Egbert, per disegnare la Avanti: Egbert lo assunse per creare questa nuova linea destinata ai giovani per il 1963: Loewy riuscì a rispettare l'incredibile scadenza di 40 giorni per arrivare ad un modello in scala completo. 

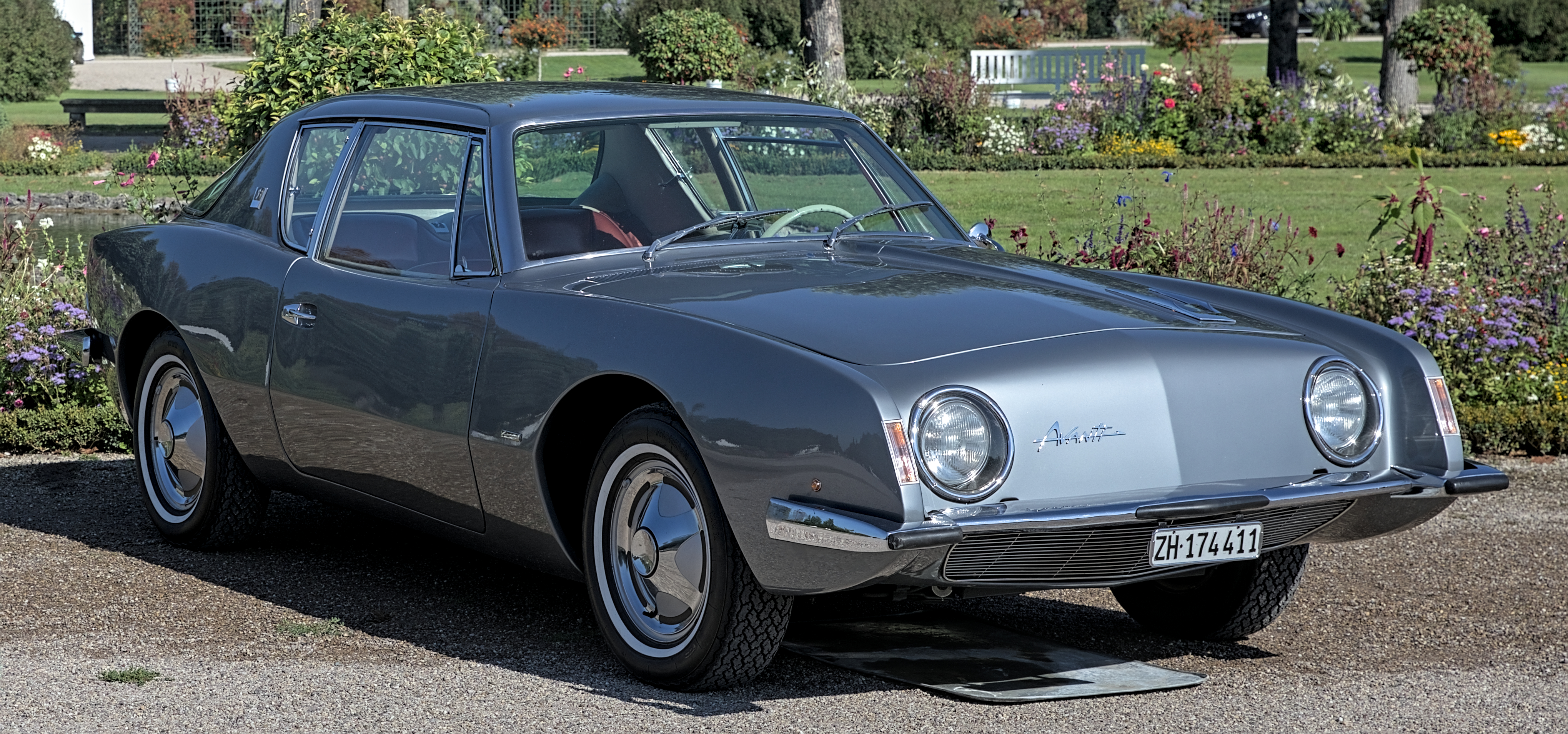
La Studebaker Avanti (1963)

Loewy chiamò intorno a sé un gruppo di lavoro formato da progettisti esperti e da ex collaboratori come John Ebstein e Bob Andrews, oltre a Tom Kellogg, un giovane studente dell'Art Center College of Design.  Il gruppo si chiuse in ritiro a Palm Springs lavorando alla nuova auto. Ogni membro del gruppo aveva un ruolo: Andrews e Kellogg lavorarono agli schizzi, Ebstein coordinava il lavoro, e Loewy era il direttore creativo e la fonte di idee e ispirazioni.
Con l'ingresso sul mercato, l'Avanti ottenne un grande successo e attirò a sé numerosi fan. Venne prodotta in quantità limitate da diverse compagnie indipendenti dopo la chiusura della Studebaker, sempre con ottimi risultati di vendita.

## L'eredità
Le idee di semplicità e funzionalità cui Loewy si ispirò non erano nuove: erano state formulate in Europa dalla Bauhaus e da Le Corbusier. Ma si erano realizzate solo in oggetti destinati, in piccola serie, ai negozi eleganti.

Loewy, in proprio e come consulente delle maggiori industrie americane, ha trasformato il mondo degli oggetti fra cui si svolge la vita quotidiana di milioni di persone.
I suoi spigoli arrotondati, le forme aerodinamiche e i colori vivaci, la pulizia formale sono stati fondamentali per la definizione del design americano degli anni '60. Il lavoro di Loewy spaziò in moltissimi campi: frigoriferi, locomotive, tostapane e automobili, rossetti ed aerei, autobus e negozi, pacchetti di sigarette e interni di ufficio.
In particolare, per le sue attività di progettazione nel campo delle auto, con modelli come la Studebaker Avanti e la Studebaker Golden Hawk, Loewy è stato inserito, nel 1997 nella Automotive Hall of Fame.
Loewy si faceva pagare a percentuale sull'aumento delle vendite, e così faceva coincidere criteri estetici e finanziari. Questa difficile combinazione è ben espressa nel titolo della sua autobiografia: La bruttezza si vende male (Never Leave Well Enough Alone, 1951).

## Progetti famosi
- La livrea bianco-blu-cromo dell'Air Force One
- Le locomotive Baldwin DR-4-4-15 "Sharknose" (naso di squalo)
- La bottiglia della Coca-Cola, riprogettata nel 1955, con il logo bianco. Inoltre, creò le prime bottiglie King size. Creò anche la prima lattina in alluminio con disegno a diamante per la Coca Cola nel 1960
- Il logo della Exxon
- Le locomotive diesel della Fairbanks-Morse: "Erie-built" e "C-liner", H-10-44 e H-20-44, H-12-44, H-12-46, H-15-44, H-16-44, H-16-66 e H-24-66
- Il trattore Farmall
- Il mimeografo Gestetner 1929
- L'autobus Greyhound Scenicruiser, 1954
- La radio a onde corte Hallicrafters S-38
- Il televisore T-54 Hallicrafters, 1948
- Il pacchetto delle sigarette Lucky Strike, 1940
- Le direttive per gli interni della stazione spaziale Skylab della NASA, con soluzioni come i portelli per la vista della Terra dallo spazio, le disposizioni e i colori degli arredi, la creazione di un'area relax per ogni membro dell'equipaggio, i tavoli e i vassoi, gli armadi e le soluzioni per lo scarico dei rifiuti
- La carrozza R40 della New York City Transit Authority
- Le navi della Panama Line: SS Ancon, SS Cristobal e SS Panama.
- Le locomotive a vapore per la Pennsylvania Railroad: PRR K4, PRR S1, PRR T1, oltre al lavoro sulla PRR GG1 elettrica
- Il francobollo da 5 cent John Kennedy, 1964;
- Il logo della Shell
- Le auto Studebaker: Studebaker Champion, Studebaker Commander, Studebaker Avanti, Toyota 2000 GT (1967)
- La Lancia Flaminia "Loraymo" 1960
- Il rasoio elettrico Philishave del 1948 a forma di "topo"